# Manos volando hacia las constelaciones
Manos volando hacia las constelaciones es una pintura realizada por Joan Miró el 19 de enero de 1974 El artista dio la obra en junio de 1975 en la Fundación Joan Miró que se abrió al público el 10 de junio de 1975.

## Contexto
Tal y como expone Rosa María Malet en el análisis de sus trabajos de 1971 a 1981 

La pintura se inscribe en los características distintivas de los últimos trabajos de Miró donde hay un uso abundante del negro y una considerable reducción de la resto de colores en proporción a este negro. Esta característica junto con la indiferencia aparente en la aplicación de la pintura sobre la tela, con la aparición de goteos y salpicaduras, da a estos trabajos una gran fuerza y agresividad. Una agresividad pero que existe más en la forma que en el contenido. Estos trabajos no deben ser interpretados como un grito de protesta sino como una manifestación sincera y espontánea de los sentimientos del artista.
 Malet. RM  Joan Miró

En cuanto a la técnica de ejecución el propio Miró explica tal y como recoge Taillandier en 1974 

El método que consiste en mojar el dedo en la pintura es bastante reciente. En una foto de mi monografía se puede ver como lo hago. Cada vez utilizo más el recurso de los dedos. Incluso esparce pintura con el puño, así, rozando en círculo.
 Joan Miró  Maintenant je travaille par terre / propuestas recuellis par Yvon Taillandier

## Exposiciones
- 1974. Paris. Grand Palais, cat. no. 186
- 1975. Barcelona. Fundació Joan Miró, cat. no.86.